# Asenray

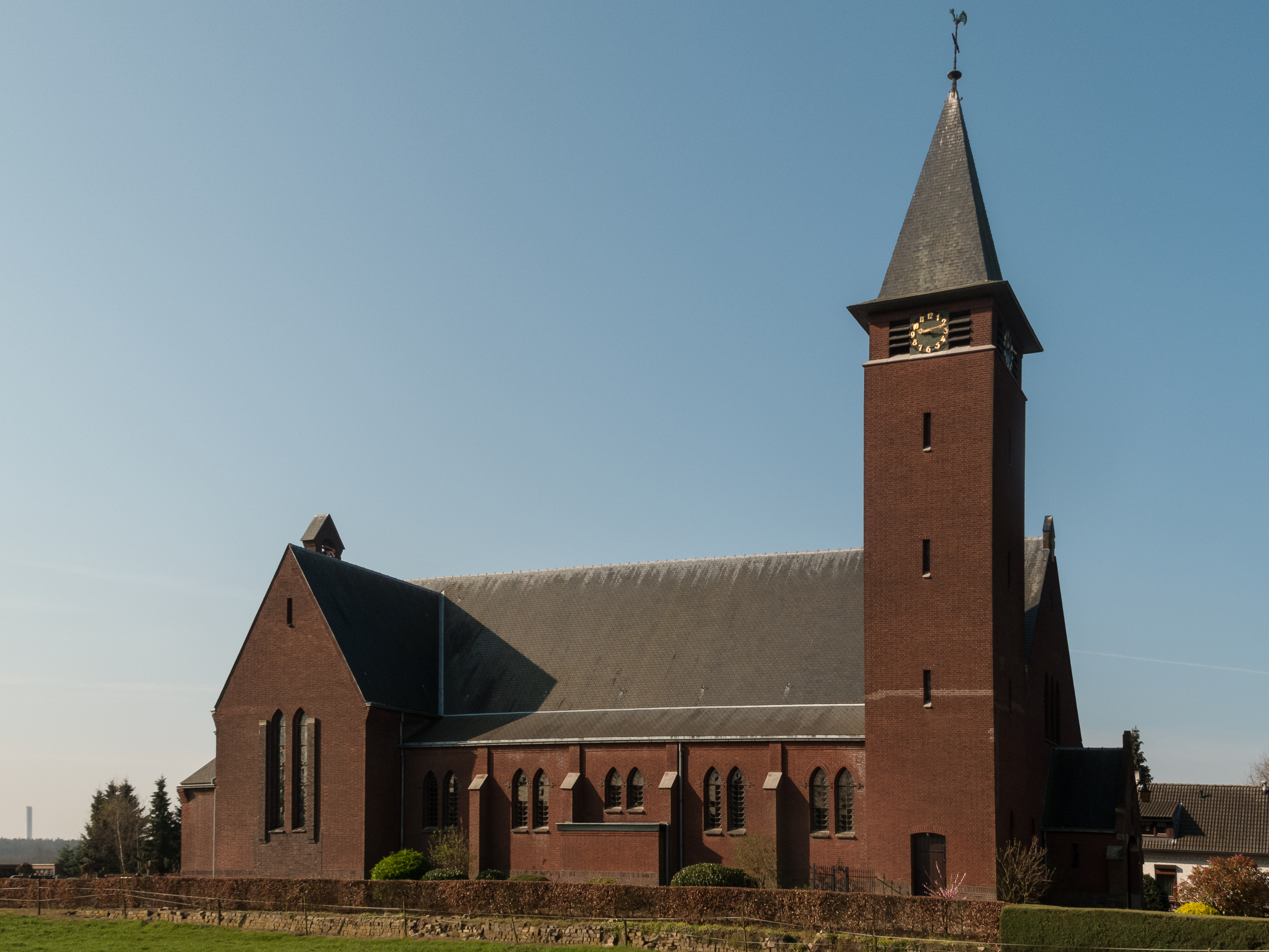
Asenray, église: kerk-Onze Lieve Vrouw van Goede Raad en Heilige Jozef

Asenray est un village néerlandais de la commune de Ruremonde dans le Limbourg néerlandais, situé dans la campagne entre la ville et la frontière allemande. En 2006, le village comptait 883 habitants.
Son église a été dessiné par l'architecte Joseph Franssen, et construit en 1931-1932.
Jusqu'en 1959, Asenray faisait partie de la commune de Maasniel.